# Дактилитис
Дактилитис или кобасичасти прст је јако болно запаљење прста/прстију руку или ногу. Дактилитис је једна од значајних клиничких карактеристика спондилоартропатије и псоријазног артртитиса. Међутим, он може да се појави и у току болести као што су: нпр. гихт, саркоидоза или туберкулоза. Непознавање патофизиологије, недостатак валидних мерних тестова и специфичних клиничких испитивања која би указала на ефикасност различитих група лекова понекад чине клиничка манифестација дактилитиса израженијим.

## Етимологија
Дактилитис као медицински појам потиче од грчке речи δάκτυλος, daktylos = прст.

## Епидемиологија
На глобалном нивоу подаци о инциденцији и преваленцији дактилитиса су неусклађени у различитим студијама. У Шпанији, око 12% пацијената са спондилоартропатијом, у неком тренутку своје болести, пате и од дактилитиса. Ако анализирамо податке из бројнеих студија, одвојено од болести, добијамо податак да се дактилитис јавља нешто више код болесника са псоријазним артритисом, као једна од манифестација на почетку или у даљем току ове болести. Дакле, подаци тих студија говоре да 10,2% болесника са псоријазним артритисом пати најмање једном од дактилитиса на почетку болести у поређењу са 5,4% пацијената са реактивни артритисом или 4,4% или у односу на оне са недиференцираним спондилоартропатијама. Доста слични подаци добијају се и када се прати појава дактилитиса у било ком тренутку болести, када је он присутан у 34,3% случајева код псоријазног артритиса у поређењу са 21,8% случајева са реактивним артритисом, односно 11,1% случајева са недиференцираном спондилоартропатијом.
Дактилитис се такође јавља и у другим болестима:
- Реуматичне манифестације саркоидоза, поред артритиса укључују и повреде костију и мишића и дактилитис. Код саркоидозе он се може јавити у 17% болесника, а најчешће код болесника са хроничном саркоидозом коју прате и друге кожне лезије.[5]
- Туберкулозни дактилитис, редак је ентитет који се јавља у мање од 5% пацијената са ванплућном туберкулозом. Карактерише се отоком меких ткива, секундараним остеомијелитисом, обично локализованог на фалангама прстију.[6]
- Нешто ређе јавља се сифилисни дактилитис, који на неки начин опонаша туберкулозни, посебно у радиолошкој слици, мада може да сличи и периосталној реакцији.[7]
- Доста често стрептококна пиогена инфекција меких ткива прста, праћена је симптомима дактилитиса.
- У европском окружењу дактилитис се јавља као и као теносиновитис у току узнапредовале гихтичне болести.

## Етиопатогенеза
Дактилитис се дефинише као дифузни отока на прстима или прсту руку или ногу. Овај оток меких ткива прста понекад отежава препознавање болести уколико се јавио као синовитис малих зглобова.
Дактилитис, према клиничкој слици, може бити: акутан, када се карактерише јаким болом, или хроничан, када се карактерише инфламацијом, отоком прста и није праћен другим тегобама. Не зна се поуздано да ли су ове две форме дактилитиса представљају еволуционе фазе истог процеса или су то различите клиничке манифестације, са различитим патофизиологијама.
Дактилитис се може јавити код:
- Серонегативних артропатије, као што су псоријазни артритис и анкилозаиарајући спондилитис,
- Болести српастих ћелија, као резултат вазооклузиве кризе са костним инфарктом. У овој болести он се манифестује први пут код одојчади између 6 и 9 месеца.
- Инфективне болести, укључујући запаљење бубрега, туберкулозу и лепру.[11]
- Ритеровог синдрома, као последица синовитиса.[12]

## Клиничка слика
Клиничка слика дактилитиса карактерише се појавом отока у зглобовима прстију (ногу или руку) праћеног јаким болом и отицањем меких ткива руку и ногу.

## Диференцијална дијагноза
Диференцијална дијагноза укључује:
- реуматоидни артритис на прстима руку и ногу,
- ентеропатски артритис (артритис у току инфламаторних болести црева), код пацијента са псоријазним артритисом.
- Ритерова болест

## Терапија
У терпији ране фазе дактилитиса највише је заступљена примена нестероидних антиинфламаторних лекова (НСАИЛ) и локалних физикалних мера. Међутим, како су у већини случајева резултати недовољни, потребно је применити и кортикостероиде, који се убризгавају интраартикуларно.
Лечење се може спровести и модификованим антиреуматским лековима (енгл. disease modifying antirheumatic drugs (DMARD)) и антитуморским некроза фактором-α (TNF-α), као што је инфликсимаб.
Лекови у истраживању
Примена сулфасалазина, на основу објавњених резултате једног клиничког испитивања, у дози од 2 грама на дан, код 221 пацијената са дијагнозом псоријазног артритиса, после 36 недеља лечења, није дао значајне разултате у односу на плацебо групу.
Прва примена биолошког лека, инфликсимаба (TNF-α), одобреног за лечење аутоимунских болести, у дози од 5 mg/kg, код 104 пацијената са псоријазним артритисом, показала је значајно побољшање дактилитиса (85%) у односу на плацебо групу (29%). У ствари, 72% пацијената лечених инфликсимабом оствариоло је побољшање болести које се одржало у наредних 50 недеље.